# Jowrkā Sar
Jowrkā Sar är en ort i Iran.   Den ligger i provinsen Gilan, i den norra delen av landet, 190 km nordväst om huvudstaden Teheran. Jowrkā Sar ligger 51 meter över havet och antalet invånare är 386.
Terrängen runt Jowrkā Sar är varierad. Runt Jowrkā Sar är det ganska tätbefolkat, med 134 invånare per kvadratkilometer. Närmaste större samhälle är Langarud, 14,5 km norr om Jowrkā Sar. Trakten runt Jowrkā Sar består till största delen av jordbruksmark.